# Червенобуза синя астрилда
Червенобуза синя астрилда (Uraeginthus bengalus) е вид птица от семейство Estrildidae.

## Разпространение
Видът е разпространен в Ангола, Бенин, Буркина Фасо, Бурунди, Гамбия, Гана, Гвинея, Гвинея-Бисау, Еритрея, Етиопия, Замбия, Камерун, Демократична република Конго, Република Конго, Кот д'Ивоар, Кения, Мали, Мавритания, Нигер, Нигерия, Руанда, Сенегал, Сомалия, Судан, Танзания, Того, Уганда, Централноафриканската република, Чад и Южен Судан.